# Instrumento bastón-bola

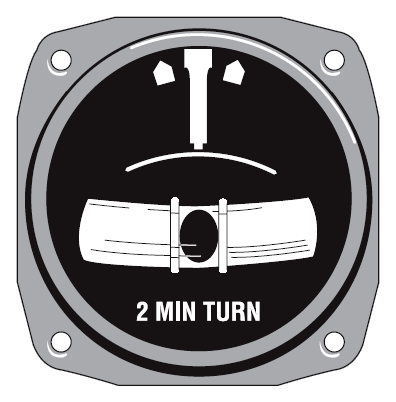
Dibujo de un instrumento bastón-bola

En aviación, el instrumento bastón-bola (en inglés: turn and slip indicator, T/S) y el coordinador de viraje (en inglés: turn coordinator, TC) son dos instrumentos de vuelo de aeronaves en un solo dispositivo. Uno indica la velocidad de viraje, o la velocidad de cambio en el rumbo de la aeronave; la otra parte indica si la aeronave está en viraje simétrico o coordinado, mostrando el deslizamiento (en inglés: slip) o derrape (en inglés: skip) del viraje. El indicador de deslizamiento es en realidad un inclinómetro que en reposo muestra el ángulo de resbalamiento (formado entre el eje transversal de la aeronave y la horizontal), y en movimiento muestra este ángulo modificado por la aceleración de la aeronave. Las unidades más utilizadas son los grados por segundo (º/s) o los minutos por vuelta (min/vuelta).
Los indicadores de viraje también se utilizan en los barcos.

## Nombre
El instrumento bastón-bola puede denominarse indicador de viraje y alabeo, aunque el instrumento no responde directamente al ángulo de alabeo. Tampoco lo hace el coordinador de viraje, pero responde a la velocidad de balanceo, lo que le permite responder más rápidamente al comienzo de un giro.

## Funcionamiento

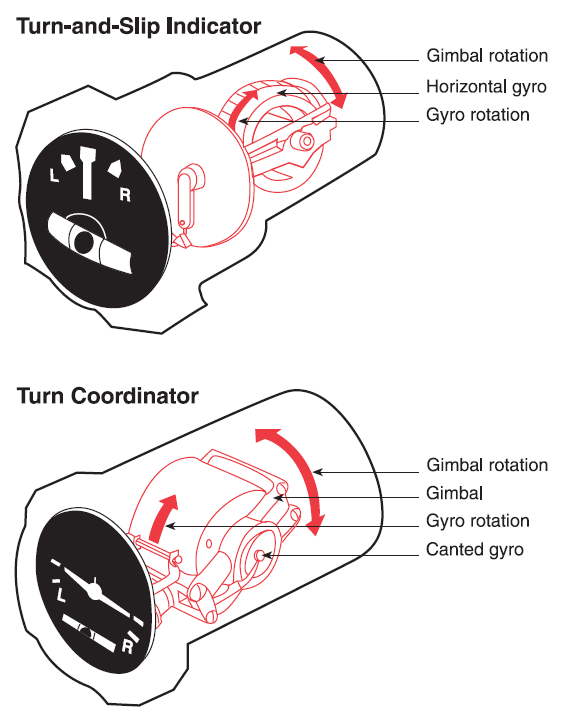
Partes de un instrumento bastón bola

### Indicador de viraje
El indicador de viraje es un instrumento giroscópico que funciona según el principio de precesión. El giroscopio está montado en un cardán y el eje de rotación del giroscopio está alineado con el eje lateral (cabeceo) de la aeronave, mientras que el cardán tiene una libertad limitada alrededor del eje longitudinal (balanceo) de la aeronave.
A medida que la aeronave gira, se aplica una fuerza de torsión al giroscopio alrededor del eje vertical, debido a la guiñada de la aeronave, lo que provoca la precesión del giroscopio alrededor del eje de balanceo. El giroscopio gira sobre un eje que es de 90° en relación con la dirección de la fuerza de torsión de guiñada aplicada. El giróscopo y el cardán giran (alrededor del eje de balanceo) con libertad limitada contra un resorte calibrado. La fuerza de torsión contra el resorte alcanza un equilibrio y el ángulo en el que se colocan el cardán y el giroscopio se conecta directamente a la aguja de la pantalla, lo que indica la velocidad de viraje. En el coordinador de viraje, el giroscopio está inclinado 30° con respecto a la horizontal, por lo que responde tanto al balanceo como a la guiñada.
La pantalla contiene marcas hash para la referencia del piloto durante un viraje. Cuando la aguja está alineada con una marca hash, la aeronave está realizando un viraje de velocidad estándar que se define como 3 grados/s, conocido en algunos países como "velocidad uno". Esto se traduce en dos minutos por cada 360 grados de giro (un círculo completo). Los indicadores están marcados en cuanto a su sensibilidad, con "viraje de 2 min" para aquellos cuyas marcas hash corresponden a un ritmo estándar o viraje de dos minutos, y "viraje de 4 min" para aquellos, utilizados en aviones más rápidos, que muestran un ritmo medio estándar o viraje de cuatro minutos. El avión a reacción supersónico Concorde y muchos aviones militares son ejemplos de aviones que utilizan indicadores de 4 minutos. Las marcas hash a veces se denominan "casas de perro", debido a su forma distinta en varias marcas de indicadores de viraje. Según las reglas de vuelo instrumental, el uso de estas cifras permite que un piloto realice giros cronometrados para cumplir con los patrones de tráfico aéreo requeridos. Para un cambio de rumbo de 90 grados, se requeriría un giro de 30 segundos para realizar un giro estándar o de "velocidad uno".

### Inclinómetro
La indicación de vuelo simétrico se obtiene mediante el uso de un inclinómetro, que se reconoce como la "bola" en un tubo. Un inclinómetro contiene una bola sellada dentro de un tubo de vidrio curvo, que también contiene un líquido que actúa como medio amortiguador. La forma original del indicador es en efecto un nivel de burbuja con el tubo curvado en la dirección opuesta y una bola reemplazando la burbuja. En algunos de los primeros aviones, el indicador era simplemente un péndulo con un amortiguador para amortiguarlo. 
La pelota da una indicación de si la aeronave está deslizándose (ángulo de deslizamiento positivo), derrapando (ángulo de deslizamiento negativo) o en vuelo simétrico. El movimiento de la pelota es causado por la fuerza de la gravedad y la aceleración centrípeta de la aeronave. Cuando la bola está centrada en el medio del tubo, se dice que el avión está en vuelo coordinado. Si la bola está en el interior (lado del ala hacia abajo) de un giro, la aeronave se está deslizando. Y finalmente, cuando la pelota está en el exterior (lado hacia arriba) del viraje, el avión está patinando.

Coordinador de viraje durante un giro a la derecha.

Una alternativa simple al indicador de equilibrio que se usa en los planeadores es una cuerda de guiñada, que le permite al piloto simplemente ver los movimientos de la cuerda como una indicación rudimentaria del equilibrio de la aeronave.

### Coordinador de viraje
El coordinador de viraje (TC) es un desarrollo posterior del instrumento bastón-bola (T/S) con la principal diferencia en la pantalla y el eje sobre el que se monta el cardán. En la pantalla lo que aparece es un avión en miniatura visto desde atrás y en esto se parece al de un indicador de actitud. "NO PITCH INFORMATION" (sin información de cabeceo) generalmente se escribe en el instrumento para evitar confusiones con respecto al cabeceo de la aeronave, que se puede obtener con el horizonte artificial.
En contraste con el T/S, el cardán del TC está inclinado 30 grados desde el eje transversal. Esto hace que el instrumento responda tanto al balanceo como a la guiñada. Esto permite que el instrumento muestre un cambio más rápidamente, ya que reaccionará al cambio de balanceo antes de que la aeronave haya comenzado a guiñar. Aunque este instrumento reacciona a los cambios en el balanceo de la aeronave, no muestra la actitud de balanceo.
El coordinador de viraje puede utilizarse como instrumento de actuación cuando el indicador de actitud ha fallado. Esto se denomina operaciones de "panel parcial". Puede ser innecesariamente difícil o incluso imposible si el piloto no comprende que el instrumento muestra velocidades de balanceo y de viraje. La utilidad también se ve afectada si el amortiguador interno está desgastado. En el último caso, el instrumento está subamortiguado y en turbulencia indicará grandes desviaciones a gran escala hacia la izquierda y hacia la derecha, todas las cuales son en realidad respuestas de velocidad de balanceo.

## Implicaciones prácticas

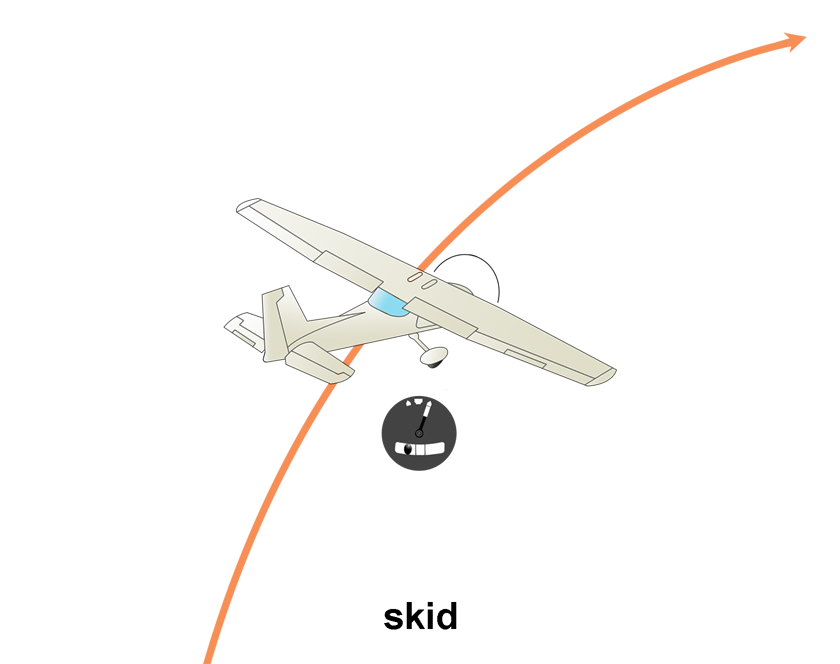
Para el derrape, la acción correctiva es presionar adecuadamente el pedal "izquierdo".

Los deslizamientos y derrapes dentro de un giro a veces se denominan giros descuidados (en inglés: sloppy turn), debido a la incomodidad perceptiva que puede causar al piloto y a los pasajeros. Cuando la aeronave realiza un viraje equilibrado (la bola está centrada), los pasajeros experimentan la gravedad directamente en línea con su asiento (fuerza perpendicular al asiento). Con un giro bien equilibrado, es posible que los pasajeros ni siquiera se den cuenta de que la aeronave está girando a menos que estén viendo objetos fuera de la aeronave.
Si bien el deslizamiento y el deslizamiento de la aeronave a menudo no son deseables en un viraje habitual que mantiene la altitud, el deslizamiento de la aeronave se puede utilizar con fines prácticos. Poner intencionalmente un avión en un deslizamiento se usa como un deslizamiento hacia adelante y un deslizamiento lateral. Estos deslizamientos se realizan aplicando entradas opuestas de los controles de alerones y timón. Un deslizamiento hacia adelante le permite al piloto bajar rápidamente de altitud sin ganar velocidad innecesaria, mientras que un deslizamiento lateral es un método utilizado para realizar un aterrizaje con viento cruzado.

### Estatus legal actual
Aunque se consideró que el instrumento bastón-bola (y más tarde el coordinador de viraje) era un instrumento necesario y requerido para el vuelo según las reglas de vuelo instrumental, la FAA americana ha decidido más recientemente que estos instrumentos están obsoletos en el entorno de vuelo actual. La Circular de Asesoramiento No. 91-75, emitida el 25/06/2003, establece lo siguiente: [sección 5 b] "... en el sistema de control de tráfico aéreo actual, hay poca necesidad de giros de velocidad estándar medidos con precisión o giros cronometrados basados en tarifa estándar." La Circular de Asesoramiento establece además: "... la FAA cree, y todos los demás comentaristas aparentemente están de acuerdo... el indicador de velocidad de giro ya no es tan útil como un instrumento que brinda información de actitud tanto horizontal como vertical". Por lo tanto, ahora se puede reemplazar legalmente un instrumento bastón-bola o coordinador de viraje con un segundo horizonte artificial, preferiblemente impulsado por un sistema diferente de la pantalla de vuelo principal. Entonces, si la pantalla principal de la aeronave funciona con vacío, el segundo indicador de actitud debe ser eléctrico y viceversa. Esto brinda más información de vuelo que el indicador de velocidad de giro y brinda una medida de seguridad de la redundancia de los sistemas. 
El indicador de deslizamiento (la "bola") aún se requiere y se puede montar por separado en el panel o, algunos indicadores de actitud ahora tienen un indicador de deslizamiento incluido en la pantalla.